# بول تاجوشى
بول تاجوشى (باليابانية: 田口芳五郎 ) (و. 1902 – 1978 م) هو كاهن كاثوليكي ياباني، ولد في اليابان، توفي في أوساكا، عن عمر يناهز 76 عاماً.

## مناصب
تولى منصب رئيس الاساقفة
- أسقف
- الكاردينال
- أسقف كاثوليكي.

## التعليم
تعلم في الجامعة البابوية الأوربانية ‏.